# Vincenzo Florio (Unternehmer, 1799)

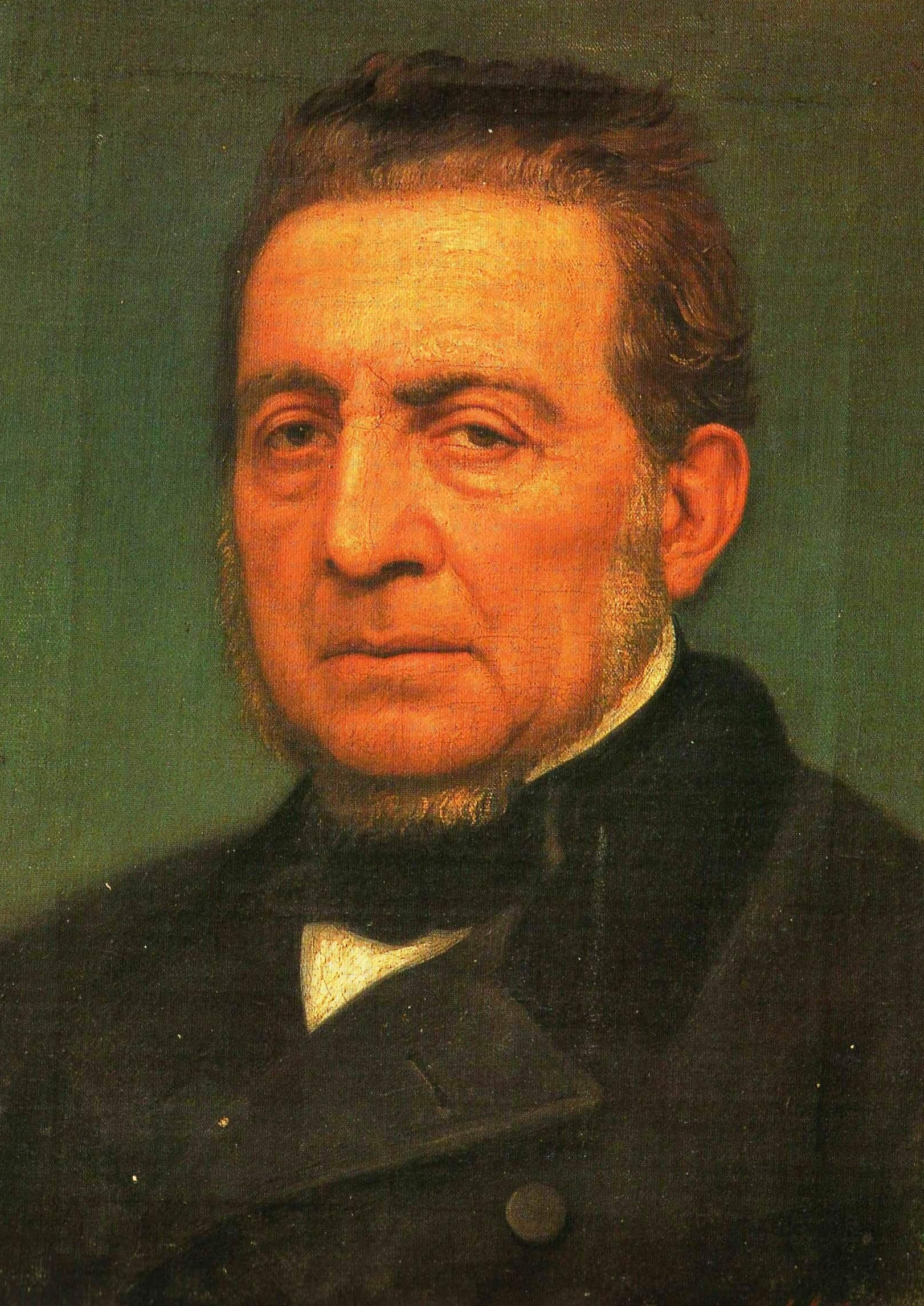
Vincenzo Florio

Vincenzo Florio (* 4. April 1799 in Bagnara Calabra; † 11. September 1868 in Palermo) war ein italienischer Unternehmer und Politiker.

## Leben
Nach einem Erdbeben zog Vincenzos Familie von Bagnara Calabra in Kalabrien nach Palermo auf Sizilien, wo der Vater Paolo ein Gewürzgeschäft eröffnete. Nach Paolo Florios Tod im Jahr 1807 übernahm für den noch zu jungen Vincenzo der Onkel Ignazio die Geschäftsführung. 1828 fiel die Handelsunternehmung ganz an Vincenzo, der sie recht erfolgreich ausbaute und diversifizierte. Mit einigen Freunden gründete er auch ein kleines Kreditinstitut, eine Versicherungsgesellschaft, einen Weinhandel und andere Unternehmungen. Um Transportkosten zu sparen, kaufte Florio drei kleine Handelsschiffe, die Leone (416 BRT) und die beiden Briggs Diligente (204 BRT) und Giuseppa (101 BRT). Die Leone war meist zwischen Palermo Marseille und Liverpool unterwegs, manchmal fuhr sie auch bis nach New York. 1840 war er unter den Gründern der „Sizilianischen Dampfschifffahrtsgesellschaft“ (Società dei battelli a vapore siciliani), deren erstes Dampfschiff, die in Greenwich gebaute Palermo, am 27. September 1841 in Palermo eintraf. Da dieses Unternehmen keinen Erfolg hatte, gründete Florio 1847 die „Ignazio und Vincenzo Florio Dampfschifffahrtsgesellschaft“ (I. e V. Florio per la navigazione a vapore dei piroscafi siciliani), die später für die Regierung Truppentransporte und Postdienste zwischen Neapel und Sizilien übernahm. Aus diesem Grund entstand 1861 das Postschifffahrtsunternehmen Piroscafi Postali di Ignazio e Vincenzo Florio e compagni, das neben Postgut auch Fracht und Passagiere vom Festland nach Sizilien sowie zu den kleineren Inseln vor Sizilien beförderte. Ansonsten stand die Trampschifffahrt im Mittelmeerraum in Vordergrund. Vincenzo Florio wurde 1864, vier Jahre vor seinem Tod, zum Senator ernannt. Sein Sohn Ignazio (1838–1891) baute die Unternehmen weiter aus. Im Jahr 1882 fusionierte die Florio-Reederei mit der Reederei Rubattino aus Genua zur Navigazione Generale Italiana, der damals größten Reederei Italiens. Einer von Ignazios Söhnen war Vincenzo Florio (1883–1959), Begründer des Langstreckenrennens Targa Florio.

## Auszeichnungen und Ehrungen
- Ritter des Ritterordens der hl. Mauritius und Lazarus
- Großoffizier des Ordens der Krone von Italien

Der Flughafen Trapani ist nach Vincenzo Florio benannt.